# بلندتر (آلبوم لی میشل)
«بلندتر» (به انگلیسی: Louder) آلبومی از هنرمند اهل ایالات متحده آمریکا لی میشل است که در ۲۸ فوریه ۲۰۱۴ منتشر شد.